# کوپا ایرلاینز

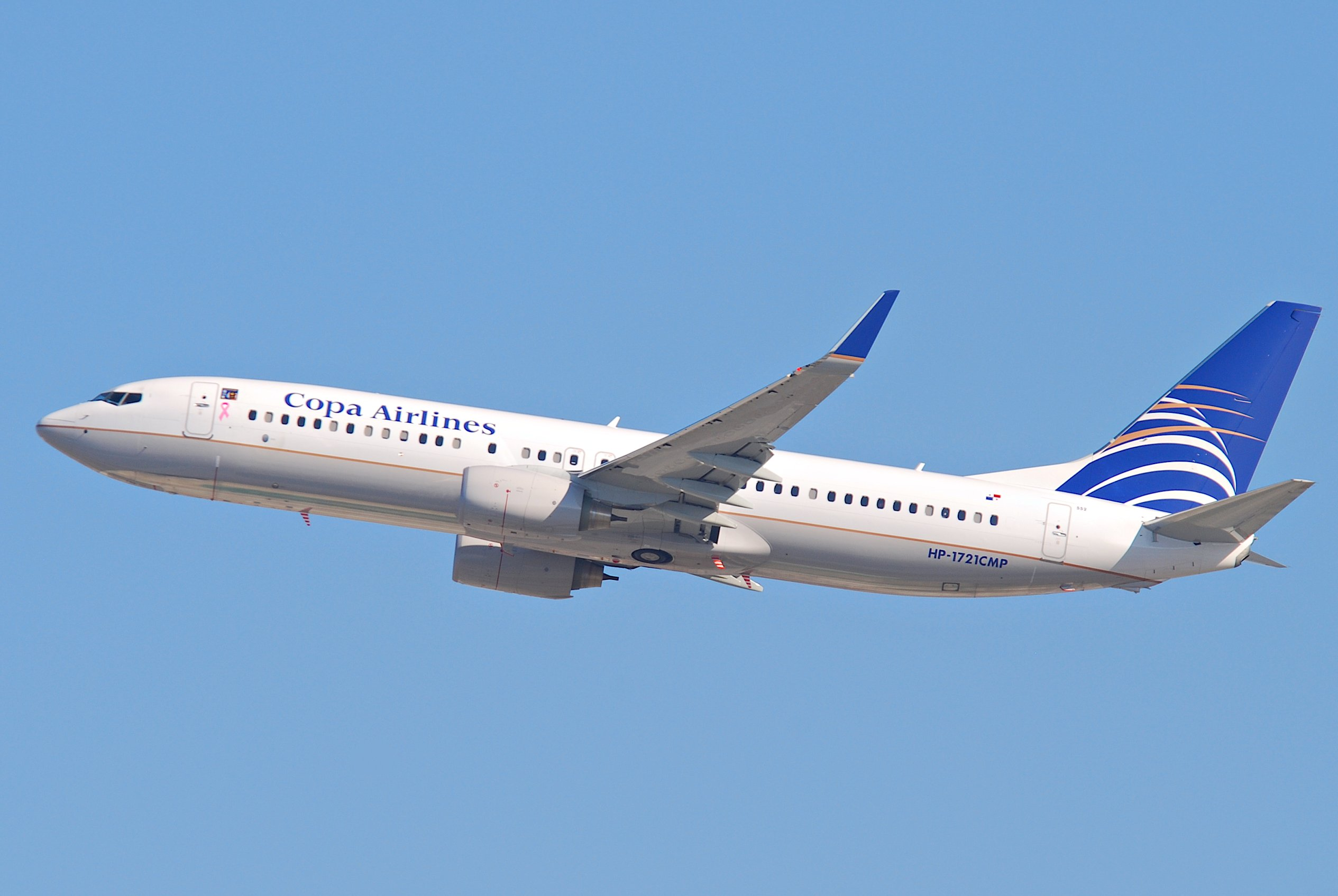
هواپیمای بوئینگ ۷۳۷ متعلق به کوپا ایرلاینز

کوپا ایرلاینز (به انگلیسی: Copa Airlines) شرکت هواپیمایی حامل پرچم پاناما است، که در سال ۱۹۴۷ توسط دولت پاناما راه‌اندازی شد و در حال حاضر روزانه به ۶۵ مقصد، در ۲۹ کشور مستقر در آمریکای شمالی، آمریکای جنوبی و کارائیب، به صورت مستقیم خدمات انتقال مسافر را انجام می‌دهد. 
شرکت کوپا ایرلاینز در سال ۲۰۱۲ بیش از ۱۰٫۲ میلیون مسافر را منتقل نموده‌است. دفتر مرکزی این شرکت در شهر پاناماسیتی، پاناما قرار دارد و فرودگاه بین‌المللی توکامن به‌عنوان قطب این شرکت هواپیمایی محسوب می‌شود.
سهام شرکت کوپا ایرلاینز در بازار بورس نیویورک معامله می‌شود. این شرکت در حال حاضر در ناوگان هوایی خود، دارای ۹۲ فروند هواپیمای جت مسافربری می‌باشد. کوپا ایرلاینز در فاصله سال‌های ۲۰۰۷ تا ۲۰۰۹ از اعضای اصلی اتحاد اسکای‌تیم به‌شمار می‌آمد، از ۲۰۰۹ تاکنون نیز یکی از اعضای اتحاد استار الاینس می‌باشد.